# ウィレム・ヤンセン
ウィレム・ヤンセン（Willem Janssen、1986年7月4日 - ）は、オランダ・ナイメーヘン出身の元サッカー選手。現役時代のポジションはディフェンダー。

## 経歴

### フェンロー
EWC'46でキャリアをスタートさせ、その後VVVフェンローの下部組織に移り、2004-05シーズンにデビューした。ローダJCに移籍するまで、公式戦109試合に出場し、17得点を記録した。

### ローダ
2007年7月1日、ローダJCに移籍した。加入当初はエルベカイ・ボウヒバの控えであったが、シーズン中にスタメンの座を奪った。このシーズン、ローダはKNVBカップの決勝に進み、ヤンセンも決勝に出場したが、フェイエノールトに0-2で敗れた。2010年11月、2010-11シーズンからFCトゥウェンテに加入することが発表された。

### トゥウェンテ
2010年10月31日、アヤックスとのヨハン・クライフ・スハールでデビューし、1-0での勝利に貢献した。6日後、UEFAヨーロッパリーグFCヴァスルイ戦ではUEFA大会デビューも果たした。

### ユトレヒト
2013-14シーズンの冬、トゥウェンテで定位置を失ったため、FCユトレヒトにレンタルで加入した。シーズン終了後、ユトレヒトがヤンセンの獲得を発表した。2014-15シーズンからチームのキャプテンを務めた。2022年5月22日、現役引退を表明した。